# Hindenburgdamm

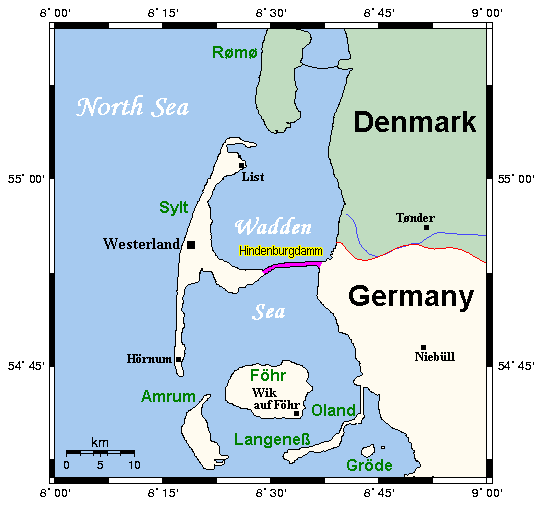
Locatie van de Hindenburgdamm (in het paars)

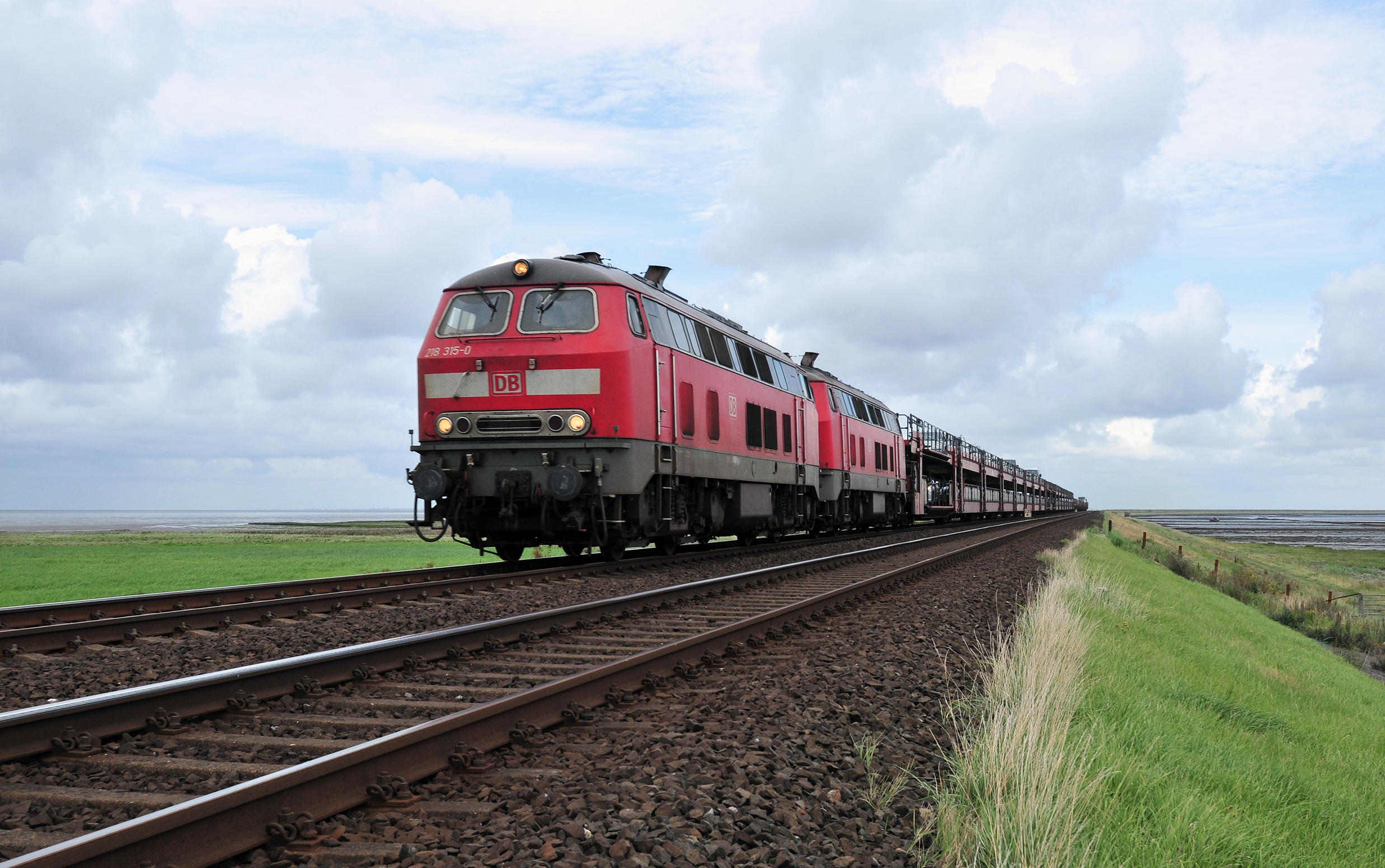
Autotrein (AutoZug SyltShuttle) op de Hindenburgdamm.

De Hindenburgdamm is een dam die het Noord-Friese eiland Sylt met het vasteland van de Duitse deelstaat Sleeswijk-Holstein verbindt. De dam heeft een lengte van elf kilometer en er loopt alleen een dubbelsporige spoorlijn overheen. De dam werd geopend op 1 juni 1927 en is genoemd naar Paul von Hindenburg, rijkspresident van de Weimarrepubliek.

## Geschiedenis
Na de Tweede Duits-Deense Oorlog in 1864, toen Pruisen en Oostenrijk Sleeswijk hadden verkregen, behoorde Sylt met de plaats Westerland tot het nieuwe district Tondern. De badplaats Westerland werd eind negentiende eeuw geleidelijk populairder. De spoorlijn langs de westkust liep toen al van Altona, via Husum en Niebüll naar de plaats Tønder (toen Tondern). Van daaruit werd de spoorlijn verlengd naar de haven van Højer(toen Hoyer), vanwaar vanaf de sluis raderstoomboten naar de haven van Munkmarsch op Sylt voeren. Deze bootverbinding was echter afhankelijk van het getijde en in de winter kon ijs in de Waddenzee voor een onoverkomelijke barrière zorgen. Op dat moment was er al een spoordam gepland vanaf het vasteland naar Nösse op Sylt. De hoge kosten van zo'n project zorgden er echter voor dat het een tijd lang, tot Westerland stadsstatus kreeg in 1905, op de plank bleef liggen.
De populariteit van Westerland als badplaats leidde ertoe dat er in 1910 een serieus plan kwam om een spoordam aan te leggen. De Eerste Wereldoorlog had als gevolg dat deze plannen werden vertraagd. Na deze oorlog werd Duitsland verplicht om in 1920 Tønder en de haven van Højer aan Denemarken over te dragen. Sylt bleef Duits, maar door de nieuwe landsgrens werd de oude route naar Sylt wel afgesneden. Reizigers konden alleen met een Deens visum, over Deens grondgebied, nog Sylt bereiken.
Aangezien dit voor de Duitsers een onaanvaardbare situatie was, werd er in 1923 een begin gemaakt met de aanleg van de al lange tijd geplande dam. Vier maanden na het begin van de aanleg vernielde een stormvloed echter alles wat er tot dan toe aangelegd was. Na deze ervaring werd besloten om de dam wat noordelijker te leggen. Een speciale tijdelijke dam werd aangelegd om de constructie mogelijk te maken. Duizend tot vijfduizend arbeiders werkten aan het project. Het bedrijf Philipp Holzmann AG uit Frankfurt am Main werkte vanaf het vasteland, en het bedrijf Peter Fix Söhne uit Duisburg werkte vanaf Sylt. In de vier jaar dat de bouw van de dam duurde, werd er meer dan drie miljoen kubieke meter zand en klei verplaatst en 120.000 ton aan stenen gebruikt.
Von Hindenburg was de eerste officiële passagier tijdens de opening van de dam op 1 juni 1927.

## Spoorlijn

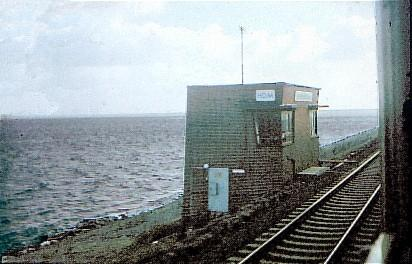
Seinhuis midden op de Hindenburgdamm bij Sylt

De spoorlijn van Niebüll naar Westerland is niet geëlektrificeerd. Dagelijks rijden er meer dan honderd dieseltreinen over de dam, waarvan zestig met auto's, omdat er geen wegverbinding naar Sylt is. Elk jaar vervoert de autotrein (Sylt Shuttle) meer dan 880.000 voertuigen over de dam. Een treinrit over de dam duurt zo'n tien minuten, en de tijd die het kost om met de auto van de autotreinterminal in Niebüll naar die van Westerland (39 km) te komen, is zo'n vijfendertig minuten. De spoorlijn is onderdeel van de Marschbahn. Deze is van Niebüll tot aan het begin van de dam (28 km) enkelsporig, sinds 1972 is de route op de Hindenburgdamm dubbelsporig.
De autotreinterminal in Niebüll is door de Bundesstraße 199 met de Bundesautobahn 7 verbonden, en door de Bundesstraße 5 met de Bundesautobahn 23.

## Natuur
De dam, die aan weerszijden door een systeem van Lahnungen genoemde  rijsdammen en zo ontstane rechthoekige kwelders tegen de zeestroming wordt beschermd, zie de luchtfoto,  onderbreekt de getijdenstroom, die voordat de dam werd aangelegd zonder obstakels tussen Sylt en het vasteland stroomde. De verandering in de getijdenstroom is waarschijnlijk een van de redenen dat de zuidkant van Sylt een hoeveelheid land heeft verloren. De dam ligt in de speciaal beschermde Zone I van het Nationaal Park Schleswig-Holsteinisches Wattenmeer. Het is hier niet toegestaan om op het wad te lopen.

## Toekomst
De halte bij Klanxbüll is tweesporig. In 2007 is bij de halte Lehnshallig een tweede spoor aangelegd, waardoor dit een tweede passeerhalte werd. Hiermee was een bedrag van 100 miljoen euro gemoeid. Er bestaan plannen om het hele traject van Niebüll naar Westerland tot twee sporen uit te bouwen.